# Соколов, Глеб Иванович
Глеб Ива́нович Соколо́в (16 декабря 1924, Армавир, СССР — 27 ноября 2000, Москва, Россия) — советский и российский искусствовед, историк античного искусства. Доктор искусствоведения, профессор.

## Биография
Родился в Армавире (отец Иван Петрович, — юрист; мать, Мария Николаевна, — врач). После окончания средней школы поступил в военное училище, в звании младшего лейтенанта отправился на фронт в 4-ю воздушную армию. Участвовал в боевых действиях на Таманском полуострове в районе Керчи, затем на Белорусском фронте и в Польше. Награжден Орденом Отечественной войны II степени, медалью «За победу над Германией в Великой Отечественной войне».
В 1948 г. поступил на искусствоведческое отделение истфака МГУ. Окончил с отличием, после чего 10 лет работал в ГМИИ им. А.С. Пушкина. Впоследствии Глеб Иванович настоятельно советовал своим студентам посещать этот музей. 
Работал в археологических экспедициях, с 1949 года участвовал в раскопках на территории Боспорского царства, изучал материалы в музеях Крыма. Итогом этих полевых сезонов стали книги: «Античное Причерноморье (1973); «Искусство Боспорского царства (1999) и «Ольвия и Херсонес» (1999). Соколова занимали греческие города-государства как культурное явление.
В 1964 г. защитил кандидатскую диссертацию на тему «Скульптурный портрет времени Антонинов в музеях СССР», и начал работать в МГУ на кафедре истории искусств.
Профессор кафедры зарубежного искусства исторического факультета МГУ (1999).  
В Московском университете читал курсы лекций: «Искусство Древней Греции», «Искусство Древнего Рима»; спецкурс «Искусство Северного Причерноморья»; вел семинар и спецсеминар по искусству Античности. 
В 1990 году стал доктором искусствоведения (тема докторской диссертации — «Искусство Древнего Рима и римский скульптурный портрет III в.»).
Сын — пианист и композитор Иван Глебович Соколов.

## Научные труды

### Монографии
- Мирон. Поликлет. Альбом. М., 1962.
- Античная скульптура: Греция. Альбом. М., 1962.
- Античная скульптура: Рим. Альбом. М., 1965.
- Акрополь в Афинах М., 1968.
- Искусство Древнего Рима. М., 1971. [Очерки истории и теории изобразительных искусств]
- Дельфы М., 1972.
- Античное Причерноморье: Памятники скульптуры. Живописи и прикладного искусства. Альбом. Л., 1973.
- Искусство Древней Греции. М., 1980.
- Олимпия. М., 1980.
- Римский скульптурный портрет III в. и художественная культура того времени. М., 1983.
- Искусство этрусков. М., 1990. [Очерки истории и теории изобразительных искусств]; М., 2002. [Большая библиотека «Слова»]
- Искусство Древней Эллады. Архитектура. Скульптура. Прикладное искусство. Книга для учащихся. М., 1996.
- Искусство Древнего Рима. Архитектура. Скульптура. Живопись. Прикладное искусство. Книга для учащихся. М., 1996.
- Ольвия и Херсонес (ионическое и дорическое искусство). М., 1999.
- Искусство Боспорского Царства. М., 1999.

### Статьи
- Греция (Древняя) / Колобова К. М. (исторический очерк), Ельницкий Л. А. (Воспитание и просвещение), Лосев А. Ф. (Религия и мифология), Гайденко В. П. (Философия), Пикус Н. Н. (Естественнонаучные взгляды), Ельницкий Л. А. (География, Историческая наука, Музыка), Тронский И. М. (Литература), Головня В. В. (Театр), Соколов Г. И. (Архитектура, изобразительное и декоративно-прикладное искусство), Тронский И. М. (Изучение древнегреческой культуры. Вступление, Изучение литературы), Лосев А. Ф. (Изучение философии), Фролов Э. Д. (Изучение истории), Сидорова Н. А. (Изучение искусства). // Гоголь — Дебит. — М. : Советская энциклопедия, 1972. — (Большая советская энциклопедия : [в 30 т.] / гл. ред.  А. М. Прохоров ; 1969—1978, т. 7).